# Gustav von Eisenhart-Rothe
Johann Friedrich Ludwig Ernst Gustav von Eisenhart-Rothe (* 23. August 1855 in Zachow, Kreis Regenwalde; † 11. April 1936 in Putbus, Kreis Rügen) war ein preußischer Beamter und zuletzt Landrat in Köslin.

## Leben
Er entstammte märkischem Adel und war der Sohn des königlich preußischen Justizrats Friedrich von Eisenhart-Rothe (1819–1880) und der Ida von Loeper (1830–1914). Die Generäle Artur von Eisenhart-Rothe (1858–1939) und Ernst von Eisenhart-Rothe waren seine Brüder. Die Vorgeneration erhielt durch Allerhöchste Kabinettsorder am 18. Februar 1835 in Berlin die preußische Genehmigung zur Annahme des Namens „von Eisenhart Rothe“ in der Namensführung ohne Bindestrich, nach der Großmutter Helene von Rothe (1788–1846).
Eisenhart-Rothe studierte an der Universität Jena
Rechtswissenschaft. 1877 wurde er im Corps Guestphalia Jena recipiert. 1880 wurde er Gerichtsreferendar am Amtsgericht Werder. 1885 wurde er Gerichtsassessor in Berlin II. Als Regierungsassessor ging er 1887 nach Posen. Im Februar 1889 übernahm er zunächst kommissarisch, im September desselben Jahres offiziell das Amt des Landrats des Kreises Schubin in der Provinz Posen. 1891 wurde er in den Kreis Köslin in der Provinz Pommern versetzt, wo er bis 1920 Landrat war. Am 1. Mai 1920 wurde er in den einstweiligen, 1921 in den dauernden Ruhestand versetzt. Eisenhart-Rothe war Rechtsritter des Johanniterordens.

## Familie
Er heiratete am 22. September 1884 in Frankfurt (Oder) Wanda von Oertzen (* 14. August 1863 in Guben; † 23. März 1937 in Putbus), die Tochter des königlich preußischen Majors Alexis von Oertzen und der Anna Klee. Aus dieser Ehe stammen der Sohn Hanns (* 1885; † 1952) und zwei Töchter. Renate (* 1889) heiratete den Rittmeister d. R. Constantin von Esbeck-Platen (* 1883; † 1939), der als Erbe mehrere Güter auf Rügen 1935 in Konkurs ging. Tochter Gisela von Eisenhart-Rothe heiratete Walter von Berg-Dubkevitz.